# Rio Mandacaru
Rio Mandacaru är ett vattendrag i Brasilien.   Det ligger i delstaten Maranhão, i den centrala delen av landet, 800 km norr om huvudstaden Brasília.
Omgivningarna runt Rio Mandacaru är huvudsakligen savann. Runt Rio Mandacaru är det mycket glesbefolkat, med 5 invånare per kvadratkilometer.